# 鹿児島放送
株式会社鹿児島放送（かごしまほうそう、英: Kagoshima Broadcasting Corporation）は、鹿児島県を放送対象地域としたテレビジョン放送事業を行っている特定地上基幹放送事業者。
略称はKKBで、ANN系列に属する。1982年10月1日開局。

## 概要
テレビ朝日系列フルネット局では11番目、九州のテレビ朝日系列フルネット局では福岡県の九州朝日放送に次いで2番目、日本国内の民放テレビでは99番目、鹿児島の民放テレビでは南日本放送（MBC）・鹿児島テレビ放送（KTS）に次いで3番目に開局した。
略称のKKBは「Kabushikikaisya Kagoshima Broadcasting」の頭文字を取ったものである。「Kagoshima Broadcasting Corporation」の略である「KBC」としなかったのは、九州・沖縄・山口地区の同系列の基幹局でもある九州朝日放送が既に使用していたためである。
演奏所（社屋）は鹿児島市与次郎にあり、演奏所に隣接して住宅展示場『MBCハウジングフェア』が、道路を挟んで東側に『KTSオートシティ』がある。また鴨池運動公園（鴨池陸上競技場や鴨池野球場など）をはさんだ北側には鹿児島読売テレビ（KYT）と南日本新聞の本社がある。
主要株主にはMBCも連ねており、MBCの社史『MBC50年の軌跡』（2004年）ではKKB開局時の協力（MBCの社員出向や中継局の共同使用など）をもって、KKBとの関係を「兄弟会社を思わせるもの」と表現している。ただし、隣接する沖縄県の琉球放送と琉球朝日放送のようないわゆる「1局2波」、社屋共有や社員の相互出向・派遣といった方式とはやや異なり、資本比率はテレビ西日本（TNC、福岡県のフジテレビ系列局）のほうが高く、同社からは代表取締役会長の寺崎一雄が社外取締役に選任されている（2018年9月時点）。
局キャラクターに「プラッピー」を採用している。主な自社制作番組として平日18時台（日本標準時、以下同様）の報道番組『News+おやっと!』や金曜深夜の『Kingspe』、2002年に開局20周年記念番組として開始した『KKBふるさとCM大賞』などがある。
鹿児島県に隣接する宮崎県にはテレビ朝日系列のフルネット局が無いため、都城市、えびの市や串間市などを中心に約103,000世帯（宮崎県内の21パーセント、ケーブルテレビを除く、アナログ放送）が受信している。また、宮崎県内のケーブルテレビ局のうち、宮崎ケーブルテレビ・BTV、および宮崎市内でサービス提供を行っているBBIQ光テレビ（QTnet）では、KYTとともに区域外再放送が行われている。ただし、宮崎ケーブルテレビとBBIQ光テレビではトランスモジュレーション方式でKKBを再送信しているため、ワンセグは利用出来ない。
なお、宮崎県に対する扱いは場合によって異なり、「KKBスーパーJチャンネル」内で過去に放送されていたコーナー「Jチャンマイペット」では都城市のペットが紹介されたのに対し、番組モニターや小学生クラス対抗30人31脚鹿児島大会（現在は終了）などの募集では対象外とされた。

### データ
- 本社： 鹿児島県鹿児島市与次郎2-5-12（〒890-8571）
- 支社： 東京・大阪・福岡
- 支局： 奄美
- カバーエリア: 鹿児島県全域及び宮崎県・熊本県・沖縄県の一部
- 主要取引銀行：鹿児島銀行、南日本銀行、他
- 関連事業：ケーケービーオペレーション、他

### 支社・支局所在地
- 東京支社：東京都中央区築地5-3-2 朝日新聞東京本社新館12階
- 大阪支社：大阪府大阪市北区中之島2-3-18 中之島フェスティバルタワー19階
- 福岡支社：福岡県福岡市中央区長浜1-1-1 KBCビル6階
- 奄美支局：鹿児島県奄美市名瀬小浜町4-28 AISビル4階

### 送信所

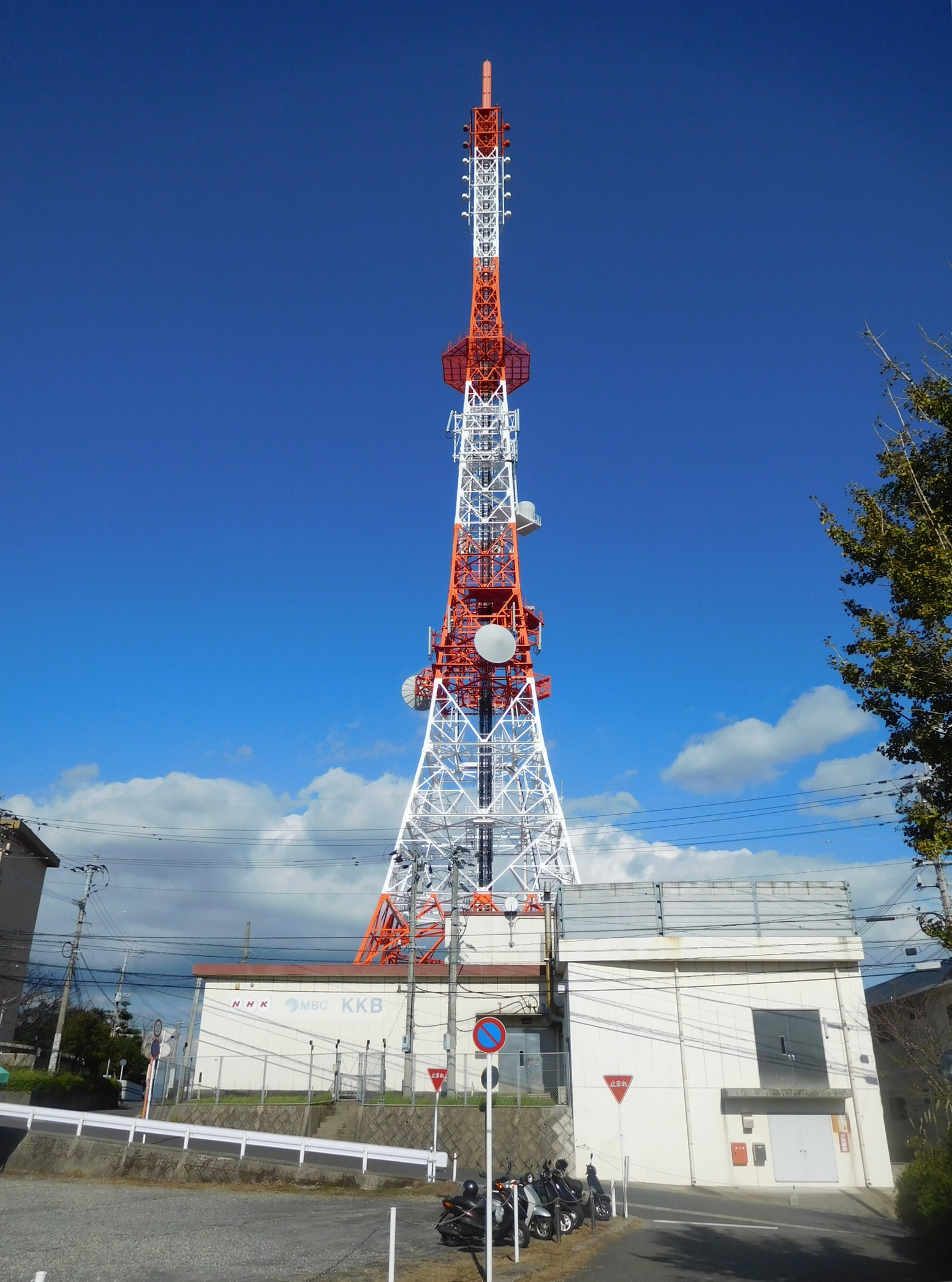
鹿児島送信所（2015年11月）

親局（送信所）は鹿児島市紫原（むらさきばる）の住宅街に設置されており、MBC（テレビ40ch・FM92.8MHz）とNHK鹿児島放送局（総合34ch・教育18ch）、エフエム鹿児島（79.8MHz）もKKBの送信所を使用する。
NHKとMBCは、アナログ放送では城山からVHF帯で送信していたが、2006年の地上デジタル放送開始に伴って当地へ移転するかたちとなった。エフエム鹿児島の電波もMBCの城山送信所から送信されていたが、MBCのアナログ放送終了に伴って2011年8月に当地へ移転した。
元々（KKB開局以前）はMBCが所有していた土地であり、MBCのFPU基地局もKKB開局後（1986年4月）に送信所内の地上48メートル部分に併設されている。
- チャンネル番号： 36ch
- テレビ出力： 1kW
- コールサイン： JOTI-DTV

JOTI-TVは当初、徳島県の第2の民放テレビ局として1971年頃に開局する予定だったニュー徳島放送に割り当てられる予定だったが、1970年5月1日の期限までに放送局を運営するための会社設立ができなかったのでコールサインを返上されたものである。

### 主な中継局
地上デジタル放送においては、「大規模」「重要」とされているものを記載する。地上デジタル放送における開局順に並べた。小規模局については公式ウェブサイトを参照。送信所・中継局数は先発2局（MBC・KTS）に比べ若干少なくKYTと同等の送信所数である。
アナログ・デジタルの列は、チャンネルを表記されたい。所在地は自治体単位、離島については島名も付記している。中継局名からは中継局記事へリンクしている。
| 中継局名 | 物理チャンネル | 所在地               | 特記事項     |
| -------- | -------------- | -------------------- | ------------ |
| 鹿屋     | 41             | 鹿屋市               |              |
| 阿久根   | 14             | さつま町・出水市     |              |
| 枕崎     | 41             | 枕崎市               |              |
| 蒲生     | 41             | 姶良市               |              |
| 串木野   | 14             | いちき串木野市       |              |
| 大口     | 41             | 湧水町               |              |
| 南種子   | 14             | 南種子町（種子島）   |              |
| 頴娃     | 14             | 南九州市             |              |
| 名瀬     | 14             | 奄美市（奄美大島）   |              |
| 中之島   | 34             | 十島村               |              |
| 志布志   | 39             | 志布志市             |              |
| 財部     | 39             | 曽於市               | デジタル新局 |
| 瀬戸内   | 31             | 瀬戸内町（奄美大島） |              |
| 末吉     | 19             | 曽於市               |              |
| 徳之島   | 14             | 徳之島町             |              |
| 知名     | 24             | 知名町（沖永良部島） |              |
| 種子島   | 27             | 西之表市             |              |

### アナログ放送
2011年7月24日停波時点

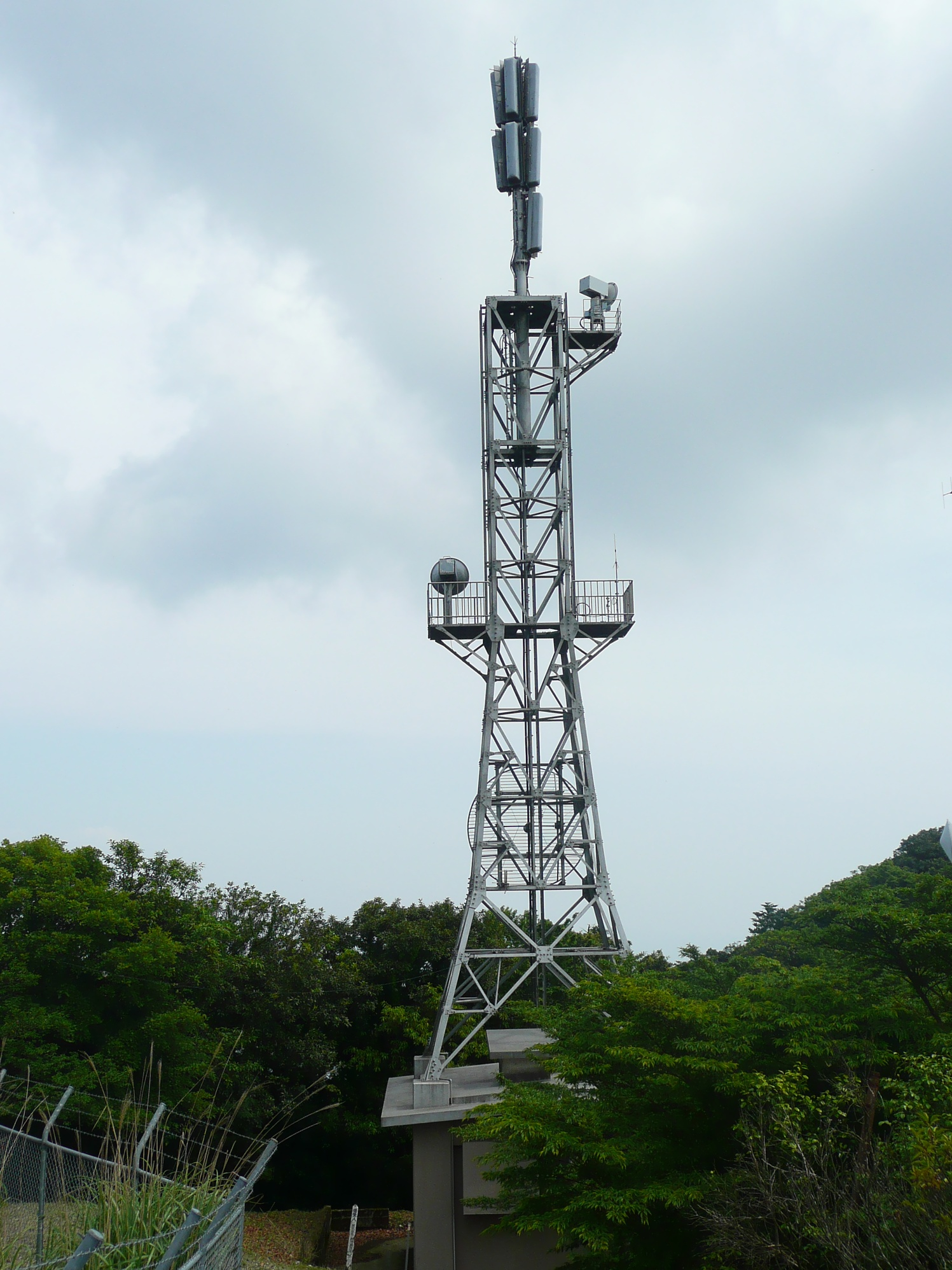
阿久根中継局（アナログ放送、単独設置）

- 鹿児島親局 32ch 10kW JOTI-TV
- 阿久根 23ch
- 鹿屋 31ch
- 蒲生 44ch
- 串木野 49ch
- 枕崎 31ch
- 大口 39ch
- 志布志 51ch
- 種子島 58ch
- 名瀬 26ch
- 南種子 57ch
- 頴娃 23ch
- 中之島 32ch
- 瀬戸内 37ch
- 末吉 48ch
- 徳之島 62ch
- 知名 49ch

## 資本構成
企業・団体の名称、個人の肩書は当時のもの。出典：

### 2021年3月31日
| 資本金 | 発行済株式総数 | 株主数 |
| ------ | -------------- | ------ |
| 10億円 | 20,000株       | 28     |

| 株主                       | 株式数  | 比率   |
| -------------------------- | ------- | ------ |
| テレビ朝日ホールディングス | 3,440株 | 17.20% |
| 朝日新聞社                 | 3,350株 | 16.75% |
| 薩摩酒造                   | 1,600株 | 08.00% |
| テレビ西日本               | 1,430株 | 07.15% |
| 鹿児島県農業協同組合中央会 | 1,200株 | 06.00% |
| 南日本放送                 | 1,100株 | 05.50% |

## 沿革

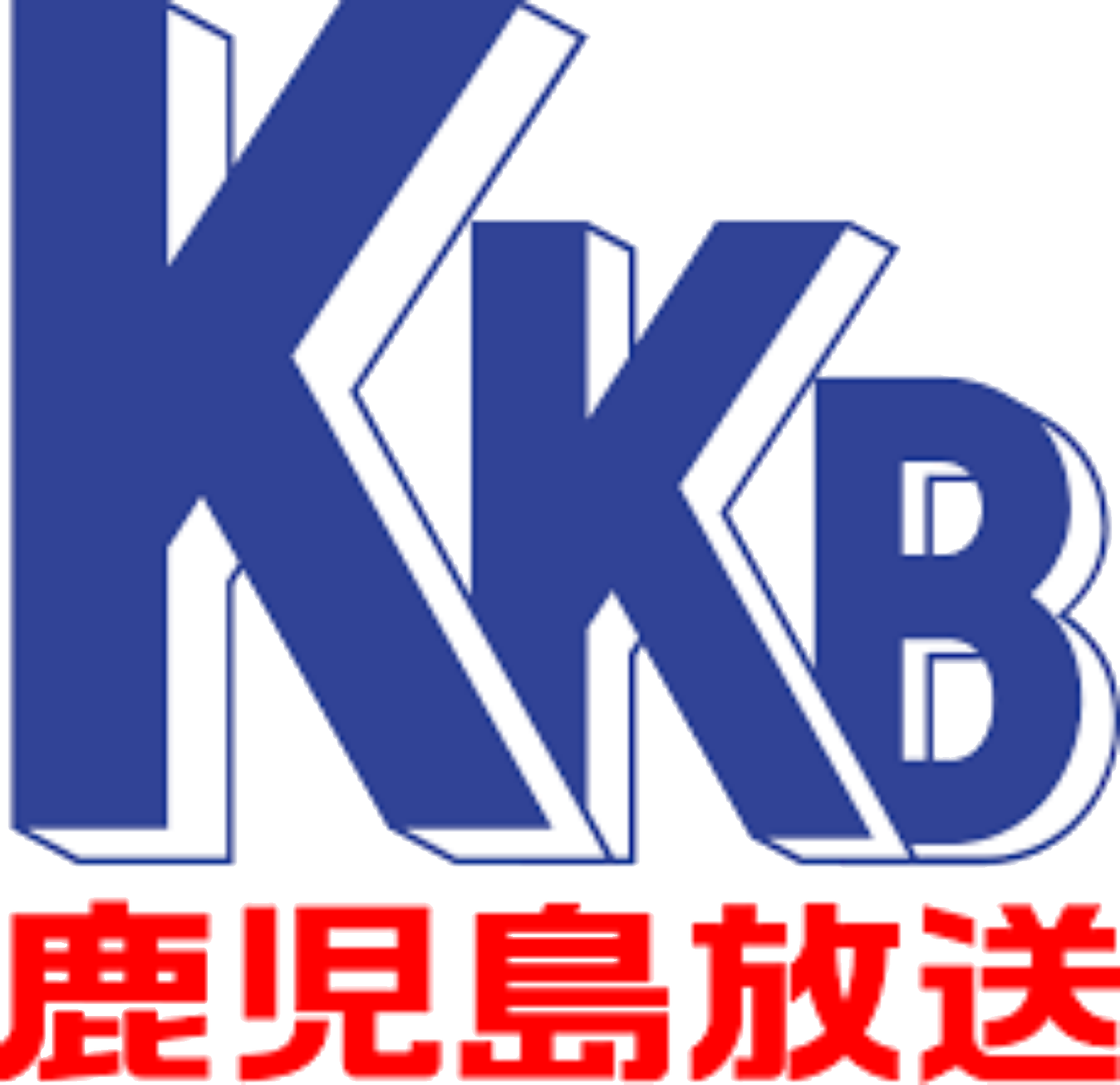
初代社章（1982年 - 2006年）

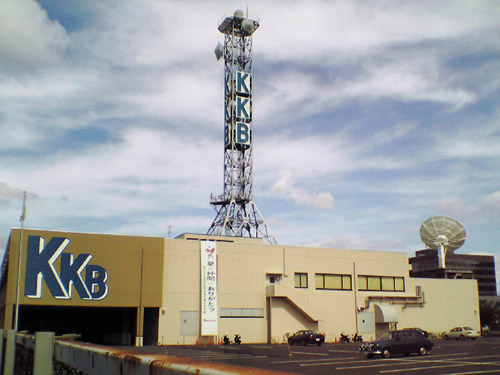
KKB鹿児島放送（旧ロゴ）。2006年7月

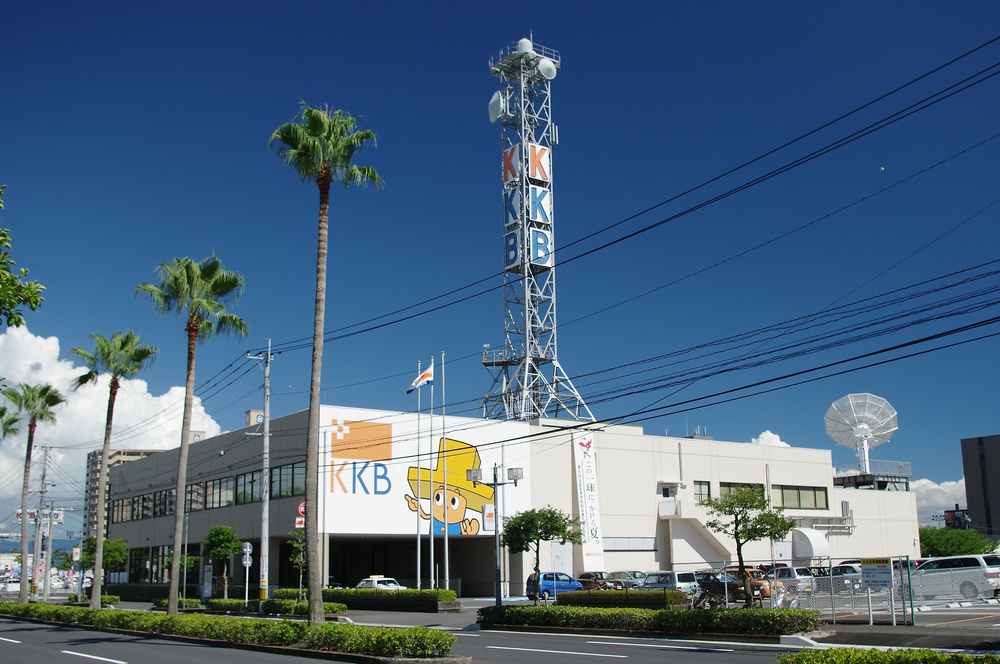
KKB鹿児島放送（新館建設前）。2008年8月

1978年（昭和53年）12月に鹿児島県にも民間放送第3局目の電波割り当てがなされたが、鹿児島県側は「熊本県の様子を見てから」開局することとなった。46社からの免許出願を鹿児島県が10グループに編成した上で一本化し、系列はマスコミ資本の関係で熊本県が日本テレビ系列（KKT熊本県民テレビ、1982年4月1日開局）、鹿児島県がテレビ朝日系列となった。1980年代初頭は地方局においてはまだクロスネット局が主流であり、KKBの開局は鹿児島県内の放送局の「系列化」の第一歩となった。
1982年（昭和57年）9月3日に鹿児島市の紫原から試験電波を発射し、9月23日にサービス放送が開始され、10月1日の6時55分に本坊豊吉社長（当時・本坊酒造社長）の挨拶をもって開局した。最初に放送された番組は午前7時からの「ANNニュースセブン」で、同日午後には地球へ…（劇場版）が放送された。技術関連の業務はKKBの開局の際に設立された放送技術社（テレビ朝日グループ）が担当し、他テレビ朝日系列局やFMラジオ局の技術業務も受託している。
1986年（昭和61年）にはKKBこども博を開始（2009年 - 2021年は非実施）。開局当初鹿児島県本土にしかなかった中継局も整備が進められ、1989年（平成元年）に奄美大島の基幹中継局となる名瀬中継局が開局、1993年（平成5年）には県最南端の与論島にも中継局が開局し、県内カバー率がほぼ100パーセントとなった。2006年（平成18年）12月には地上デジタル放送を開始し、開局当初から使用されたロゴマークが変更された。2007年（平成19年）3月にはマスコットキャラクターの「プラッピー」が登場した。
2017年（平成29年）、開局35周年を迎えるにあたり現社屋（本館）横に放送設備・マスターを備えた新館（『KKBアネックス』と呼称）を建設。建設自体は前年の2016年（平成28年）よりはじまり2017年（平成29年）3月に完成。満35年を迎える同年10月1日より運用を開始した。設計は東条設計、施工は渡辺組と植村組、新マスターと統合バンクは東芝インフラシステムズ、ニュース制作送出システムはソニービジネスソリューションがそれぞれ担当した。新館は鉄筋コンクリートの地上4階建てで、東日本大震災を切っ掛けに津波に強い新館整備を目的とし、最上階に自家発電設備、地下に2万リットルの発電用燃料を備蓄できるタンクを設置し、停電時でも1週間程度の連続運転を実現した。2階にはニューススタジオ（100平方メートル）や災害時に対策本部を置く危機管理室を設けている。新マスターや2018年3月に稼働した営放システムはいずれもテレビ朝日系列共同仕様を採用している。

### 年表
- 1978年（昭和53年）12月 - 鹿児島県に民放第3局（32ch）の電波割り当てがなされる[19]。鹿児島地区では46件の免許申請があった。
- 1981年（昭和56年）3月24日 - 日本テレビ・フジテレビ・テレビ朝日の3社が、熊本県の民放第3局を日本テレビ系列局、鹿児島県の民放第3局をテレビ朝日系列局とすることを決定する[20]。
- 1982年（昭和57年）
  - 2月22日 - 免許申請の一本化調整が完了する[19]。
  - 2月27日 - 第1回発起人会を開催。キー局をテレビ朝日、社名を鹿児島放送とすることが決定される。「鹿児島放送設立準備事務所」を鹿児島市住吉町の本坊酒造本社ビル内に開設[19]。
  - 4月1日 - 予備免許交付[19]。
  - 4月28日 - 会社創立[19]。
  - 7月9日 - 初代ロゴマークおよび企業マークを決定。メインの青色は「鹿児島の海と空」、サブの赤色は「情熱」を表すとした[19]。
  - 7月13日 - 阿久根・枕崎・鹿屋の各中継局に予備免許交付[19]。
  - 9月1日 - 日本民間放送連盟に加盟[21]。
  - 9月3日 - 試験電波発信。主調整室（マスター）は東芝製、送信機はNEC製。しばらくはKTSへの電波障害が発生していた。
  - 9月22日 - 本免許交付[21]。
  - 9月23日 - 鹿児島親局でサービス放送を開始(同時に音声多重放送も開始)。鹿屋・阿久根・蒲生・指宿・枕崎・多賀山・小野の各中継局は25日、草牟田は26日から開始した。
  - 10月1日 - 開局（本放送開始）。鹿児島県では（開局当初からとしては）初めてのフルネット局である[注釈 6]。
  - 10月 - 開局記念として、鹿児島で行われた新日本プロレスによる「ワールドプロレスリング」の全国生放送を、テレビ朝日との共同制作で行う[注釈 7]。
  - 11月7日 - 串木野・大口・頴娃・志布志の各中継局が開局[21]。
  - 12月11日 - 伊集院中継局が開局[21]。
  - 12月14日 - 東市来中継局が開局[21]。この時点での県内カバー率は93パーセント。
- 1985年（昭和60年）
  - 1月13日 - 「いぶすき菜の花マラソン」の共催にこの年（第4回）から加わる[22]。
  - 3月29日 - KKBネオン点灯[23][注釈 8]
  - 12月12日 - 南種子中継局と中之島中継局が開局[22]。
- 1986年（昭和61年）3月21日 - KKBこども博を開始。（2008年まで実施）
- 1989年（平成元年）
  - 3月10日 - イベント放送局「サザンピア21エフエム」を運営（同年5月14日まで）。コールサインはJOEZ-FM、周波数は78.7MHzであった[24]。
  - 3月17日 - 名瀬中継局開局により奄美地区での放送を開始[24]。同時に鹿児島の民放テレビ局として初の奄美地区での音声多重放送を開始。
  - 4月16日 - 全国初のA-SAT中継。
- 1990年（平成2年）4月28日 - A-SAT固定受信局完成。
- 1993年（平成5年）
  - 3月5日 - 与論中継局開局（これにより県内カバー率100%達成）[25]。
  - 10月7日 - 本社屋増築。
- 1995年（平成7年）12月24日 - 鹿児島空港カメラ運用開始。
- 1997年（平成9年）11月1日 - 文字放送・字幕放送・ADAMS開始[26]。
- 1998年（平成10年）3月30日 - ウェザーニューズの天気予報システムを導入[27]。
- 2001年（平成13年）12月21日 - 与路中継局開局（難視聴対策）。
- 2002年（平成14年）
  - 6月3日 - 主調整室（マスター）を更新[28]。（東芝製）
  - 8月31日 - 文字放送を廃止[28]。
- 2004年（平成16年）3月12日 - 副調整室のデジタル化更新、スタジオ照明設備更新[29]。
- 2006年（平成18年）
  - 2月6日 - 未明、送受信アンテナを地上デジタル放送用送受信アンテナに掛け替え。
  - 2月7日 - プライバシーマーク取得。
  - 5月29日 - デジタル放送対応設備（マスター、CMバンク、営放システム）の運用を開始[30]（東芝製）。
  - 6月18日 - 2006 FIFAワールドカップ 日本対クロアチア戦の中継で、KKBの歴代最高視聴率となる46.0%を記録する[30]。
  - 6月20日頃 - 地上デジタル放送試験電波放送開始　デジタル送信機はNEC製を使用。
  - 11月5日 - 地上デジタル放送サービス放送開始。
  - 12月1日 - 地上デジタル放送とワンセグの本放送開始[30]、CI導入によりロゴマーク・ロゴタイプ変更[30]・KKBネオンリニューアル。アナログ放送では番組宣伝をレターボックス形式で放送するようになった。
- 2007年（平成19年）3月 - マスコットキャラクター誕生、名称は24日に「プラッピー」と決定[31]。
- 2008年（平成20年）
  - 4月14日 - 地上デジタル放送の南種子中継局が開局（離島部初）。
  - 8月1日 - 地上デジタル放送の名瀬中継局（奄美大島）が開局。
- 2009年（平成21年）3月31日 - 地上デジタル放送の与論中継局（県最南端局）が開局。
- 2010年（平成22年）7月5日 - アナログ放送の全番組をレターボックス形式での放送に変更[32]。
- 2011年（平成23年）7月24日 - アナログ放送終了、23時59分に89中継局とともに停波[33]。
- 2012年（平成24年）
  - 1月1日 - 開局30周年を迎えるのを機に、新キャッチコピー「ハートにKKBーむ」を制定。
- 2015年（平成27年）11月8日 - 1985年から30年半に渡って本社鉄塔に設置されていたネオンを撤去[34]
- 2016年（平成28年）4月21日 - KKB新館（KKBアネックス）建設 起工式[35][36]
- 2017年（平成29年）
  - 4月1日 - 新館（KKBアネックス）竣工[37]。
  - 10月1日 - 新館（KKBアネックス）から放送を開始。同時に新しいマスター（東芝製）や統合バンクの稼動も開始する[15][37]。
- 2018年（平成30年）10月7日・8日 - エフエム鹿児島との主催でロックフェス『THE GREAT SATSUMANIAN HESTIVAL』を桜島にて開催[38]（2019年も実施。2020年以降は中止され、会場を日置市に移した2023年は主催から外れている）

### 社史・記念誌
鹿児島放送では、以下の3冊を発行している（2024年8月時点、すべて鹿児島放送 編）。
- 鹿児島放送30年のあゆみ 2013年3月発行、109ページ。
- KKB鹿児島放送35年のあゆみ 2019年3月発行、60ページ。
- 開局40周年 KKB鹿児島放送 2023年12月発行、64ページ。

## ケーブルテレビ再送信局
以下のケーブルテレビではテレビ放送を再送信している。地上デジタル放送は日本民間放送連盟が区域外再放送を禁止していることから特例地域以外への再送信は原則不可であった。
※太字はデジタル波再送信実施局
- 宮崎県
  - 宮崎ケーブルテレビ（MCN、2008年8月5日開始[注釈 9]）
  - QTnet（BBIQ光テレビ、2020年7月1日開始[39]）
  - BTV（1997年4月1日開始）

## 主な番組
2022年10月現在。

### 自社制作番組
- News+おやっと!（月曜 17:33 - 18:40、火曜 - 木曜 17:33 - 18:55、金曜 17:33 - 18:45）
- ですです。（金曜 9:55 - 10:30）
- 川島葉留美の漢方相談（火曜・木曜 10:25 - 10:30） - 1985年10月1日開始[22]
- ほっ!とブレイク（金曜 11:00 - 11:15）
- かごしまマグマっこTV （鹿児島市広報番組）（金曜 18:45 - 18:50）
- kingspe（キンスペ）（土曜=金曜深夜 0:15 - 0:45/翌週火曜=月曜深夜 1:20 - 1:50） - 1997年10月27日に単発番組として開始[26]。2000年4月より月1回のレギュラー番組に昇格し[41]、2006年4月より毎週放送となる[30]。
- ぷらナビ+（土曜 9:30 - 10:15）
- MOGUMOGUふぁーむ -幸せうまかごはん-（土曜 10:15 - 10:30）
- KICK OFF! KAGOSHIMA（月曜 18:40 - 18:55)
- めざせ!甲子園（全国高等学校野球選手権鹿児島大会中継）（毎年7月） - 開局翌年の1983年から放送。当初は1回戦から中継していたが、2004年以降は3回戦以降のみとなる。2009年以降は開会式も中継[42]。

### テレビ朝日系列遅れネット番組
- テレビ千鳥（火曜=月曜深夜 0:15 - 0:45）
- ナスD大冒険TV（火曜＝月曜深夜 0:50 - 1:20）
- あざとくて何が悪いの?（水曜=火曜深夜 0:15 - 0:45）
- 出川一茂ホラン☆フシギの会（水曜＝火曜深夜 0:50 - 1:20）
- バスケ☆FIVE〜日本バスケ応援宣言〜（水曜=火曜深夜 1:20 - 1:35)
- ラブ!!Jリーグ（水曜=火曜深夜 1:35 - 1:50）
- おにぎりあたためますか（木曜=水曜深夜 0:50 - 1:20）。北海道テレビ制作）
  - 2009年1月までは『水曜どうでしょうClassic』（水曜どうでしょうの再放送番組）を放送していた枠であり、『水曜どうでしょう』の新作（2005年の「激闘!西表島」以降）は、本番組や水曜どうでしょうClassicを一時中断する形で放送している。
- ドラマL（木曜＝水曜深夜 1:20 - 1:50）。朝日放送テレビ制作）
- おぎやはぎのハピキャン（金曜＝木曜深夜 0:50 - 1:20）。メ～テレ製作）
- musicる TV（土曜=金曜深夜 1:50 - 2:20）
- 題名のない音楽会（土曜 10:30 - 11:00）
- とっても健康らんど（土曜 11:00 - 11:15、九州朝日放送制作）
- なにわ男子の逆転男子（土曜 16:00 - 16:30）
- 相席食堂（日曜=土曜深夜 0:05 - 1:00）、（朝日放送テレビ制作）
- Break Out（土曜=日曜深夜 1:00 - 1:30）
- ワールドプロレスリング（土曜深夜=日曜 2:30 - 3:00）
- ちょっとタビ好キ（日曜 5:20 - 5:50。九州朝日放送制作）
- ぺこぱポジティブNEWS（日曜 10:15 - 10:35）
- ホリケンのみんなともだち（日曜 10:35 - 10:55）
- ビートたけしのTVタックル（日曜 15:30 - 16:25）
- 探偵!ナイトスクープ（日曜 16:25 - 17:25。朝日放送制作）
- タモリ倶楽部（日曜 23:55 - 翌0:25）
- 新世界 メタバースTV!!（月曜=日曜深夜 0:30 - 1:30）
- 霜降りバラエティX（月曜=日曜深夜 1:30 - 1:50）
- ももクロちゃんと!（月曜=日曜深夜 1:50 - 2:10）
- テレメンタリー（月曜＝日曜深夜 2:10 - 2:40）

### テレビ東京系列番組
- ポケットモンスター（土曜 11:15 - 11:44）
- ナゼそこ?（土曜 12:00 - 12:57）[注釈 10]
- モヤモヤさまぁ〜ず2（日曜午前中、または深夜に不定期放送）
- 月曜プレミア8（平日午後に不定期放送）[注釈 11]
- ドラマ9（平日午後の不定期に2話連続で集中放送）
- ありえへん∞世界（土曜午後に不定期放送）
- THEカラオケ★バトル（土曜午後に不定期放送）[注釈 12]

過去には、KTS・MBCの編成から外れた日本テレビ系やTBS系の番組を放送した例がある（『機動警察パトレイバー』、『闇金ウシジマくん Season1』、『星雲仮面マシンマン』等）

### 終了した番組

#### 自社制作番組
- KKBニュース6:00
- KKBワイド96 - 96という数字は、当時の鹿児島県の市町村数である。
- KKBおーい!かごしま96
- かごしまEチャンネル - スーパーJチャンネル金曜17時台後半を差し替えて放送していた。
- お知らせ宅配便
- ふれあい鹿児島 - 鹿児島市政番組
- ドキドキウォッチング - 県内企業によるインフォマーシャル番組、日曜22:54から放送。
- えぷろんQ - 生活協同組合コープかごしまによる1社提供番組、1990年10月から2003年3月まで平日の18:55 - 19:00に放送。初期は大平華月（大平かつき）[注釈 14]、中期は田中早苗、後期は神代麻里子が担当した。
- コープdeQ - えぷろんQの後番組、2003年から4年間放送され土曜9:30からの15分番組となった。生協コープかごしまによる1社提供番組、担当は神代麻里子
- コープでQ - 2007年から2年間に放送、火曜18:55からの5分番組となった。料理コーナーは無くナレーションによる食育や畑からのリポートVTRが主だった。生協コープかごしまによる1社提供番組はこれが2019年現在は最後となっている。
- ブルーベリージャム
- かごしまプラス - 鹿児島県広報番組
- 口コミTVマミーズクラブ（金曜 9:55 - 10:25）
- たま5ちゃん（月曜 - 木曜 11:15 - 11:25）→ひる前!ときめきTV（月曜 - 木曜 11:00 - 11:30、2014年4月1日 - 9月25日）→ かごしま ときめきTV（月曜 - 木曜 11:00 - 11:45、2014年9月29日 - 2016年9月29日）→ かごとき（月曜 - 木曜 10:30 - 11:15、2016年10月3日 - 2019年3月21日）
- 匠に乾杯（月曜 23:10 - 23:15）
- かごしま農業王国（土曜 9:30 - 9:45）
- たわわタウン
- 県政インフォメーション（鹿児島県広報番組）
- かごしま味紀行
- Jチャン＋[注釈 15]

#### 他系列番組

##### テレビ東京系列
- 女と愛とミステリー（平日午後に不定期放送）
- 水曜ミステリー9（平日午後に不定期放送）
- フューチャーカード バディファイトシリーズ（テレビ愛知製作） - 「DDD」まで。「X（バッツ）」及び「神バディファイト」は未ネット。
- 田舎に泊まろう!
- ペット大集合!ポチたま
- 超星神シリーズ（超星神グランセイザー、幻星神ジャスティライザー、超星艦隊セイザーXの3作）
- とっとこハム太郎
- ケロロ軍曹
- ココリコミリオン家族
- 日経スペシャル 未来世紀ジパング〜沸騰現場の経済学〜
- 僕とロボコ
- SYNDUALITY Noir

他多数

##### その他
- 【推しの子】
- ダンジョン飯
- 時々ボソッとロシア語でデレる隣のアーリャさん
- Re:ゼロから始める異世界生活 3rd season（木曜 1:20 - 1:50（水曜深夜）、第1・2期は県内未放送。）
- 歴史に残る悪女になるぞ（日曜 2:30 - 3:00（土曜深夜））

### 開局時に先発民放から移行した番組

#### MBCからの移行番組
- モーニングショー（MBC時代も同時ネット）
- アフタヌーンショー（MBC時代は時差ネット）
- 明日の経営戦略
- おはようワイド・土曜の朝に（ABC制作、MBC時代も同時ネット）
- 新婚さんいらっしゃい!（ABC制作）
- 三枝の国盗りゲーム（ABC制作）
- 霊感ヤマカン第六感（ABC制作）
- パネルクイズ アタック25（ABC制作）
- ラブアタック!（ABC制作）
- 象印クイズ ヒントでピント（MBC時代は週遅れネット）
- 必殺シリーズ（ABC制作。KKB開局時は『必殺仕事人III』より放送[43]）

#### KTSからの移行番組
- ANNニュースレーダー（KTS時代も同時ネット）
- あまから問答
- シャボン玉プレゼント（ABC制作。KTS時代も同時ネット）
- 徹子の部屋（上記の『シャボン玉プレゼント』と同様）
- プロポーズ大作戦（ABC制作。KTS時代は途中から同時ネット）
- 笑アップ歌謡大作戦
- 欽ちゃんのどこまでやるの!?（KTS時代も同時ネット）
- 特捜最前線（上記の『欽ちゃんのどこまでやるの!?』と同様）
- クイズタイムショック（KTS時代も同時ネット）
- 歌謡ドッキリ大放送
- 世界あの店この店
- ワールドプロレスリング
- 熱闘甲子園
- 西部警察（PARTⅡの第16話より放送。後年PARTⅠから再放送された）
- 土曜ワイド劇場（KTS時代は1時間遅れで時差ネット）
- 日曜洋画劇場（KTS時代も同時ネット）
- ドラえもん
- あさりちゃん（KTS時代も同時ネット）
- あばれはっちゃく（KKB開局時は『熱血あばれはっちゃく』の途中から放送）
- とんでモン・ペ（KTS時代も同時ネット）
- スーパー戦隊シリーズ（KKB開局時は『大戦隊ゴーグルファイブ』の第34話より放送。後年『電子戦隊デンジマン』、『太陽戦隊サンバルカン』同様、再放送枠で第1話より放送された）。

なお、MBC、KTSで放送されていたテレビ朝日系の遅れネット番組のうち、1982年4月 - 9月までに最終回を迎えた番組（主にドラマやアニメ・特撮）は当該局では、後継番組に継続されなかった。これは10月に開局するKKBで同時ネット化となることが確定していたため、途中でネット変更 → 同時ネット化による空白が生じることを避けるための措置であった。
『西部警察 PART-II』、『ザ・ハングマンⅡ』、『宇宙刑事ギャバン』、『戦闘メカ ザブングル』、『大戦隊ゴーグルファイブ』、『熱血あばれはっちゃく』、『忍者ハットリくん』など、いくつかの番組については、KKB開局と同時の放送開始となったため、1話から途中までが当初放送されなかったが、一部番組は後に再放送枠で1話から放送された（例・『西部警察PART-Ⅱ』、『ザ･ハングマンⅡ』、『大戦隊ゴーグルファイブ』など）。同時ネット番組、帯番組、および一部時差ネットの番組に限ってはKKB開局直前まで放送された（なお、KKB開局前の最後のテレ朝系番組は、MBCは『アフタヌーンショー』、KTSは木曜22時から放送されていた『木曜ヒットショー』であった）。

## アナウンサー

### 現在

#### 男性
- 1988年 村川裕（2006年12月 - 2017年3月は他部署）
- 1995年 柿野賢治（2012年 - 2024年3月はスポーツデスク業務）
- 2010年 福田大二朗（2024年6月 -  アナウンス部長、6月入社、元静岡朝日テレビ）
- 2024年 泉水朝陽（5月入社）

#### 女性
- 1993年 田中早苗（2015年3月 - 2017年4月は他部署、2017年5月 - 2024年5月はアナウンス部長）
- 2013年 北﨑千香子
- 2014年 面高亜沙美（11月入社、元MBC記者）
- 2017年 小田都由
- 2022年 下鶴琴音（元NHK山口放送局契約キャスター）
- 2025年 長友陽奈子

### 過去
- 1982年10月 喜田治男（元MBC、MBC時代にTBS報道部一時出向。KKBではアナウンス部長や制作局長を歴任。- 1997.3。後にKYT、BTV顧問。2021年7月に死去）、百田陽一
- 1984年 揖宿泰洋（フリーアナウンサー）
- 鎌倉みどり（キャスト・プラス所属のフリーアナウンサー）
- 狩野恵子（全国高等学校野球選手権鹿児島大会、1986年の大会において全国初の女性実況アナウンサーとして注目された）
- 有川美穂
- 大庭みさこ
- 池原あかね（ - 1993年、→RBC→QAB）
- 1988年 羽山かすみ
- 1989年 大平かつき（現在は新潟テレビ21契約アナウンサー）、長山浩子（退社後2014年8月に死去）、馬場雄二（その後、報道部副部長などを歴任し、2014年よりジャパネットたかたMCへ転職）
- 1990年 岩崎三奈生、大村正樹（ - 1993年、フリーアナウンサー）
- 1993年 橋本広美（ - 2001年、現：オフィスキイワード）
- 1995年 池上美弥子 （元NHK鹿児島放送局契約キャスター、 - 2008年3月、技術局）
- 1997年 若林芽育（フリーアナウンサー、2023年5月より宇都宮市議会議員）、淵脇正恵（前・地上デジタル放送推進大使、 - 2009年3月、東京支社）
- 2002年 神代麻里子（現:富永麻里子、オフィスキイワード）
- 2004年 熊谷龍一（ - 2008年3月、現：ボイスワークス）
- 2005年 國方栄利子（ - 2013年3月、元NHK鹿児島放送局契約キャスター）
- 2006年 塚越礼奈（2018年3月まで、部署異動による）、中西可奈（ - 2020年3月）、南崇臣（元サガテレビ、現在はニュースデスク業務を専念しているが定時ニュースなど出演している。）
- 2007年 梶尾みどり（2代目地上デジタル放送推進大使・2016年8月より産休に入ったがその後退職）
- 2008年 熊坂良（ - 2009年9月、秋田テレビへ移籍、その後静岡放送報道記者に）
- 2009年 鈴木理加（ - 2013年3月、テレビ大阪へ移籍）
- 2010年 櫻井譲士（2017年7月にテレビ朝日に出向後、テレビ朝日アスクを再受講しTVQ九州放送に移籍）
- 2013年 石橋友恵（ - 不明）
- 2014年 立川拳太（ - 2021年9月）
- 2015年 山下智子（1月入社、 - 2019年3月。元NHK熊本放送局契約キャスター）
- 2016年 橘高香純（8月入社 2017年4月退社、気象予報士・元NHK高知放送局契約キャスター・元愛媛朝日テレビ・元広島テレビ）
- 2017年 鹿野未涼（ - 2022年3月、NHK福岡放送局契約キャスター）、柏野仁弥（ - 2024年3月、その後RSK山陽放送に）
- 2018年 出世凪沙（ - 2021年8月）、平手志歩（ - 2025年3月）
- 2019年 立和田賢人（ - 2023年12月）
- 2020年 加守哲朗（ - 2023年3月、テレビ大阪へ移籍）

他、多数

## キャッチフレーズ
- 2001年 - 2005年頃： きらきらステーション（2001年から2002年は20周年記念として『20th』の文字が加えられた）
- 2006年12月 - 2011年： +KKB
- 2012年： ハートにKKB〜む
- 2021年4月 - ： 39th YEAR THANKYOU
- 2022年4月 - ： 40th ミライへGO!